# Mirmídon
Mirmídon (en grec antic: Μυρμιδών) era, a la mitologia grega, l'avantpassat i l'heroi epònim dels mirmídons, un poble de Tessàlia, que Aquil·les va conduir a la guerra de Troia.
Era fill de Zeus i d'Eurimedusa, una filla de Clítor, rei d'Arcàdia. Va tenir dos fills, Àctor i Àntif, que al seu torn van tenir fills, amb Pisídice, una de les filles d'Èol. A través de la seva filla Eupolèmia era avi de l'argonauta Etàlides. En parla Apol·lodor a la Biblioteca.